# Superliga de Suiza 2025-26
La Superliga de Suiza 2025-26 por motivos de patrocinio Credit Suisse Super League es la 129.ª temporada de la Superliga de Suiza, la máxima categoría del fútbol profesional en Suiza. El torneo comenzó el 25 de julio de 2025 y finalizará en mayo de 2026. 
El Basilea de la ciudad de Basilea fue el campeón defensor tras ganar su vigésimoprimer título de su historia la temporada pasada.

## Formato
Desde el cambio de nombre y la reestructuración de la Liga Nacional A a la Superliga, a partir de la temporada 2003-04, la liga se ha estado ejecutando bajo el mismo formato y la misma cantidad de equipos. Esta temporada se mantendrá el formato introducido durante la edición 2023-24. También vuelve a tener doce equipos la máxima categoría.
La temporada se divide en dos fases:
En una primera fase los doce equipos se enfrentan tres veces entre sí, para un total de 33 jornadas. Posteriormente la liga se divide en dos grupos de seis cada uno, un grupo de campeonato y un grupo de descenso.
Cada equipo jugará contra todos los demás equipos de su grupo una vez (cinco partidos cada uno), para un total de 38 jornadas.
El grupo del campeonato jugará por el título de campeón de fútbol suizo y la clasificación para los campeonatos europeos.
El grupo de descenso jugará contra el descenso (último lugar) y la clasificación para el desempate de descenso (penúltimo lugar).
Los puntos ganados en la primera fase se transfieren a la segunda fase.

## Ascensos y descensos
| Pos. | Descendido de la Superliga de Suiza 2024-25 |
| ---- | ------------------------------------------- |
| 12.º | Yverdon-Sport FC                            |

| Pos. | Ascendido de la Challenge League 2024-25 |
| ---- | ---------------------------------------- |
| 1.º  | FC Thun                                  |

## Equipos participantes
| Club              | Ciudad     | Estadio                      | Capacidad |
| ----------------- | ---------- | ---------------------------- | --------- |
| FC Basilea        | Basilea    | St. Jakob-Park               | 37 994    |
| Grasshopper       | Zúrich     | Stadion Letzigrund           | 26 100    |
| FC Lucerna        | Lucerna    | Swisspor Arena               | 16 490    |
| FC Lugano         | Lugano     | Stadio Comunale di Cornaredo | 6 390     |
| FC Lausanne-Sport | Lausanne   | Stade de la Tuilière         | 12 544    |
| FC St. Gallen     | San Galo   | Kybunpark                    | 19 456    |
| Servette FC       | Ginebra    | Stade de Genève              | 30 084    |
| FC Sion           | Sion       | Stade de Tourbillon          | 16 000    |
| FC Thun           | Thun       | Stockhorn Arena              | 10 300    |
| FC Winterthur     | Winterthur | Stadion Schützenwiese        | 9 400     |
| BSC Young Boys    | Berna      | Stadion Wankdorf             | 31 789    |
| FC Zürich         | Zúrich     | Stadion Letzigrund           | 26 104    |

## Primera fase

### Tabla de posiciones
| Pos. | Equipo             | Pts. | PJ | G | E | P | GF | GC | Dif. | Clasificación 2025-26 |
| ---- | ------------------ | ---- | -- | - | - | - | -- | -- | ---- | --------------------- |
| 1    | FC St. Gallen      | 9    | 3  | 3 | 0 | 0 | 11 | 2  | +9   | Ronda de campeonato   |
| 2    | FC Thun            | 9    | 3  | 3 | 0 | 0 | 6  | 3  | +3   | Ronda de campeonato   |
| 3    | FC Sion            | 8    | 4  | 2 | 2 | 0 | 7  | 2  | +5   | Ronda de campeonato   |
| 4    | FC Basilea         | 6    | 4  | 2 | 0 | 2 | 8  | 7  | +1   | Ronda de campeonato   |
| 5    | BSC Young Boys     | 5    | 4  | 1 | 2 | 1 | 5  | 6  | −1   | Ronda de campeonato   |
| 6    | FC Luzern          | 4    | 3  | 1 | 1 | 1 | 5  | 5  | 0    | Ronda de campeonato   |
| 7    | FC Zürich          | 4    | 3  | 1 | 1 | 1 | 5  | 5  | 0    | Ronda de descenso     |
| 8    | Lausanne-Sport     | 3    | 2  | 1 | 0 | 1 | 5  | 6  | −1   | Ronda de descenso     |
| 9    | FC Lugano          | 3    | 3  | 1 | 0 | 2 | 4  | 7  | −3   | Ronda de descenso     |
| 10   | Grasshopper Zürich | 1    | 3  | 0 | 1 | 2 | 4  | 6  | −2   | Ronda de descenso     |
| 11   | Servette FC        | 1    | 3  | 0 | 1 | 2 | 3  | 8  | −5   | Ronda de descenso     |
| 12   | FC Winterthur      | 1    | 3  | 0 | 1 | 2 | 3  | 9  | −6   | Ronda de descenso     |

Actualizado a los partidos jugados el 10 de agosto de 2025.
 Fuente: Swiss Super League
Criterios de clasificación: 1) Puntos; 2) diferencia de goles; 3) goles marcados; 4) diferencia de gol directa; 5) goles de visita; 6) Sorteo.

### Resultados
Cada equipo juega de ida y vuelta contra todos los demás equipos de la liga, además de once partidos adicionales, sumando un total de 33 partidos.
| Local \ Visitante  | BAS | GCZ | LS  | LUG | LUZ | SER | SIO | STG | THU | WIN | YB  | ZUR |
| ------------------ | --- | --- | --- | --- | --- | --- | --- | --- | --- | --- | --- | --- |
| FC Basilea         | —   | 2–1 |     |     |     |     |     |     |     |     | 4–1 |     |
| Grasshopper Zürich |     | —   |     |     | 2–3 |     |     |     |     |     |     | a   |
| Lausanne-Sport     |     |     | —   |     |     |     |     |     |     | 3–2 |     | 1–2 |
| FC Lugano          | 3–1 |     |     | —   |     |     |     |     | 1–2 |     |     |     |
| FC Luzern          |     |     |     |     | —   |     |     |     | 1–2 |     |     | 1–1 |
| Servette FC        |     | 1–1 |     |     |     | —   |     | 1–4 |     |     |     |     |
| FC Sion            |     |     |     | 4–0 |     |     | —   |     |     |     |     |     |
| FC St. Gallen      | 2–1 |     |     |     |     |     |     | —   |     | 5–0 |     |     |
| FC Thun            |     |     | 2–1 |     |     |     |     |     | —   |     |     |     |
| FC Winterthur      |     |     |     |     |     |     |     |     |     | —   | 1–1 |     |
| BSC Young Boys     |     |     |     |     |     | 3–1 | 0–0 |     |     |     | —   |     |
| FC Zürich          |     | a   |     |     |     |     | 2–3 |     |     |     |     | —   |

| Local \ Visitante  | BAS | GCZ | LS | LUG | LUZ | SER | SIO | STG | THU | WIN | YB | ZUR |
| ------------------ | --- | --- | -- | --- | --- | --- | --- | --- | --- | --- | -- | --- |
| FC Basilea         | —   |     |    |     |     |     |     |     |     |     |    |     |
| Grasshopper Zürich |     | —   |    |     |     |     |     |     |     |     |    | a   |
| Lausanne-Sport     |     |     | —  |     |     |     |     |     |     |     |    |     |
| FC Lugano          |     |     |    | —   |     |     |     |     |     |     |    |     |
| FC Luzern          |     |     |    |     | —   |     |     |     |     |     |    |     |
| Servette FC        |     |     |    |     |     | —   |     |     |     |     |    |     |
| FC Sion            |     |     |    |     |     |     | —   |     |     |     |    |     |
| FC St. Gallen      |     |     |    |     |     |     |     | —   |     |     |    |     |
| FC Thun            |     |     |    |     |     |     |     |     | —   |     |    |     |
| FC Winterthur      |     |     |    |     |     |     |     |     |     | —   |    |     |
| BSC Young Boys     |     |     |    |     |     |     |     |     |     |     | —  |     |
| FC Zürich          |     | a   |    |     |     |     |     |     |     |     |    | —   |

## Challenge League

### Estadios y localización
| Club                | Ciudad            | Estadio                        | Capacidad |
| ------------------- | ----------------- | ------------------------------ | --------- |
| FC Aarau            | Aarau             | Stadion Brügglifeld            | 9,300     |
| AC Bellinzona       | Bellinzona        | Estadio Comunal de Bellinzona  | 5,000     |
| Étoile Carouge FC   | Carouge           | Stade de la Fontenette         | 3,600     |
| Stade-Lausana-Ouchy | Lausana           | Stade Olympique de la Pontaise | 15,850    |
| FC Stade Nyonnais   | Nyon              | Colovray                       | 7,200     |
| FC Rapperswil-Jona  | Rapperswil-Jona   | Stadion Grünfeld               | 2,500     |
| FC Vaduz            | Liechtenstein     | Rheinpark Stadion              | 7,838     |
| FC Wil 1900         | Wil               | IGP Arena                      | 6,958     |
| Neuchâtel Xamax     | Neuchâtel         | Stade de la Maladière          | 11,997    |
| Yverdon-Sport FC    | Yverdon-les-Bains | Stade Municipal de Yverdon     | 6,000     |

### Tabla de posiciones
| Pos. | Equipo                  | Pts. | PJ | G | E | P | GF | GC | Dif. | Clasificación 2026-27                |
| ---- | ----------------------- | ---- | -- | - | - | - | -- | -- | ---- | ------------------------------------ |
| 1    | FC Aarau                | 9    | 3  | 3 | 0 | 0 | 6  | 1  | +5   | Ascenso a Superliga de Suiza 2026-27 |
| 2    | FC Vaduz                | 7    | 3  | 2 | 1 | 0 | 6  | 2  | +4   | Play-offs Ascenso-descenso           |
| 3    | Yverdon-Sport FC        | 6    | 3  | 2 | 0 | 1 | 7  | 4  | +3   |                                      |
| 4    | Xamax FCS               | 4    | 3  | 1 | 1 | 1 | 6  | 4  | +2   |                                      |
| 5    | FC Stade Nyonnais       | 4    | 3  | 1 | 1 | 1 | 2  | 4  | −2   |                                      |
| 6    | FC Wil                  | 4    | 3  | 1 | 1 | 1 | 3  | 4  | −1   |                                      |
| 7    | FC Rapperswil-Jona      | 3    | 3  | 1 | 0 | 2 | 1  | 4  | −3   |                                      |
| 8    | FC Stade Lausanne Ouchy | 2    | 3  | 0 | 2 | 1 | 5  | 6  | −1   |                                      |
| 9    | Étoile Carouge FC       | 1    | 3  | 0 | 1 | 2 | 1  | 3  | −2   |                                      |
| 10   | AC Bellinzona           | 1    | 3  | 0 | 1 | 2 | 3  | 8  | −5   | Descenso a Swiss Promotion League    |

Actualizado a los partidos jugados el 13 de agosto de 2025.
 Fuente: Swiss Challenge League
Criterios de clasificación: Puntos · Diferencia de goles · Goles a favor · Diferencia de goles directa · Goles directos · Goles directos de visita · Sorteo